# 小山昭晴
小山 昭晴（こやま あきはる、1960年12月14日 - 2005年11月14日）は、東京都町田市出身のプロ野球選手。1981年に昭治から昭晴に改名した。

## 来歴・人物
日大高では2年次の1977年に秋季関東大会県予選で準決勝へ進むが、武相高に惜敗。
1978年のドラフト3位で横浜大洋ホエールズに入団。遠投120mの強肩で期待されたが、当時の大洋は福嶋久晃、辻恭彦など捕手層が厚く、なかなか出場機会に恵まれなかった。
1985年10月に一軍初出場、初安打を放ち先発出場も経験する。
1987年オフに石川賢との2対1の交換トレードで堀井幹夫と共にロッテオリオンズへ移籍。登録名を小山 昭吉（あきよし）に変更し、同年は袴田英利の控えながら6試合に先発マスクを被る。10月19日の対近鉄ダブルヘッダー第1試合では途中から出場すると9回表に鈴木貴久の安打で勝ち越し点を狙い、三塁を回った二塁走者の佐藤純一を挟殺プレーでタッチアウトにしている。
1989年オフに自由契約となる。
1990年から大洋に復帰するが、谷繁元信の教育係的存在で一軍出場は2試合に終わる。
1992年引退。
引退後も後身の横浜に残り、育成バッテリーコーチコーチ補佐（1993年 - 1995年）→一軍バッテリーコーチ（1996年 - 1997年）→二軍バッテリーコーチ（1998年 - 1999年）→二軍バッテリーコーチ補佐（2000年）を歴任し、育成部時代は相川亮二を指導。
退団後の2001年には相模原ホワイトイーグルス中学部監督に就任し、2002年には神奈川県大会優勝に導いた。
2005年11月14日、白血病で死去。享年45。母校の日大高では現在、小山の横浜コーチ時代のユニホームが展示されている。

## エピソード
- ニックネームはドラえもん。人懐こい笑顔で同僚やファンに親しまれた。
- 登録名を昭治、昭吉と2度変えている。
- 日航機モスクワ墜落事故で犠牲となった神奈川県教育長主事・小山昭三の遺児。
- 大洋（2度目）在籍時に娘を病気で亡くしている。
- 2007年に横浜コーチ時代の同僚だった大矢明彦が横浜の監督に復帰した際、背番号は親友だった小山を偲んで、小山が横浜コーチ時代に背負っていた85番を着用した。

## 詳細情報

### 年度別打撃成績
| 年 度     | 球 団     | 試 合 | 打 席 | 打 数 | 得 点 | 安 打 | 二 塁 打 | 三 塁 打 | 本 塁 打 | 塁 打 | 打 点 | 盗 塁 | 盗 塁 死 | 犠 打 | 犠 飛 | 四 球 | 敬 遠 | 死 球 | 三 振 | 併 殺 打 | 打 率 | 出 塁 率 | 長 打 率 | O P S |
| --------- | --------- | ----- | ----- | ----- | ----- | ----- | -------- | -------- | -------- | ----- | ----- | ----- | -------- | ----- | ----- | ----- | ----- | ----- | ----- | -------- | ----- | -------- | -------- | ----- |
| 1985      | 大洋      | 6     | 10    | 9     | 2     | 2     | 2        | 0        | 0        | 4     | 1     | 0     | 0        | 0     | 0     | 1     | 0     | 0     | 3     | 0        | .222  | .300     | .444     | .744  |
| 1986      | 大洋      | 11    | 12    | 12    | 0     | 0     | 0        | 0        | 0        | 0     | 0     | 0     | 0        | 0     | 0     | 0     | 0     | 0     | 8     | 1        | .000  | .000     | .000     | .000  |
| 1987      | 大洋      | 6     | 4     | 3     | 0     | 0     | 0        | 0        | 0        | 0     | 0     | 0     | 0        | 0     | 0     | 1     | 0     | 0     | 2     | 0        | .000  | .250     | .000     | .250  |
| 1988      | ロッテ    | 39    | 28    | 26    | 1     | 4     | 0        | 0        | 1        | 7     | 3     | 0     | 0        | 2     | 0     | 0     | 0     | 0     | 9     | 0        | .154  | .154     | .269     | .423  |
| 1990      | 大洋      | 2     | 2     | 2     | 0     | 0     | 0        | 0        | 0        | 0     | 0     | 0     | 0        | 0     | 0     | 0     | 0     | 0     | 2     | 0        | .000  | .000     | .000     | .000  |
| 通算：5年 | 通算：5年 | 64    | 56    | 52    | 3     | 6     | 2        | 0        | 1        | 11    | 4     | 0     | 0        | 2     | 0     | 2     | 0     | 0     | 24    | 1        | .115  | .148     | .212     | .360  |

### 年度別守備成績
| 年度 | 試合数 | 企図数 | 許盗塁 | 盗塁刺 | 阻止率 |
| ---- | ------ | ------ | ------ | ------ | ------ |
| 1985 | 5      |        | 4      | 2      | .333   |
| 1986 | 6      |        | 1      | 0      | .000   |
| 1987 | 4      |        | 1      | 0      | .000   |
| 1988 | 39     |        | 9      | 6      | .400   |
| 1990 | 2      |        | 0      | 0      | -      |
| 通算 | 56     |        | 15     | 8      | .348   |

### 記録
- 初出場・初打席・初安打：1985年10月8日、対中日ドラゴンズ21回戦（横浜スタジアム）、6回裏に久保文雄の代打で出場、鈴木孝政から二塁打
- 初先発出場：1985年10月20日、対広島東洋カープ25回戦（広島市民球場）、8番・捕手で先発出場
- 初打点：同上、4回表に川口和久から決勝適時二塁打
- 初本塁打：1988年10月22日、対阪急ブレーブス24回戦（阪急西宮球場）、8回表に古溝克之からソロ

### 背番号
- 36 （1979年 - 1987年）
- 37 （1988年 - 1989年）
- 63 （1990年 - 1992年）
- 85 （1993年 - 2000年）

### 登録名
- 小山 昭治 （こやま あきはる、1979年 - 1980年）
- 小山 昭晴 （こやま あきはる、1981年 - 1987年）
- 小山 昭吉 （こやま あきよし、1988年 - 2000年）